# موتور مراد سلطانی
موتور مراد سلطانی یک منطقهٔ مسکونی در ایران است که در دهستان ارزوئیه واقع شده‌است. موتور مراد سلطانی ۱۸۱ نفر جمعیت دارد.